# Iglesia de San Juan (Ávila)
La iglesia de San Juan es un templo católico ubicado en la ciudad española de Ávila, en Castilla y León.

## Descripción

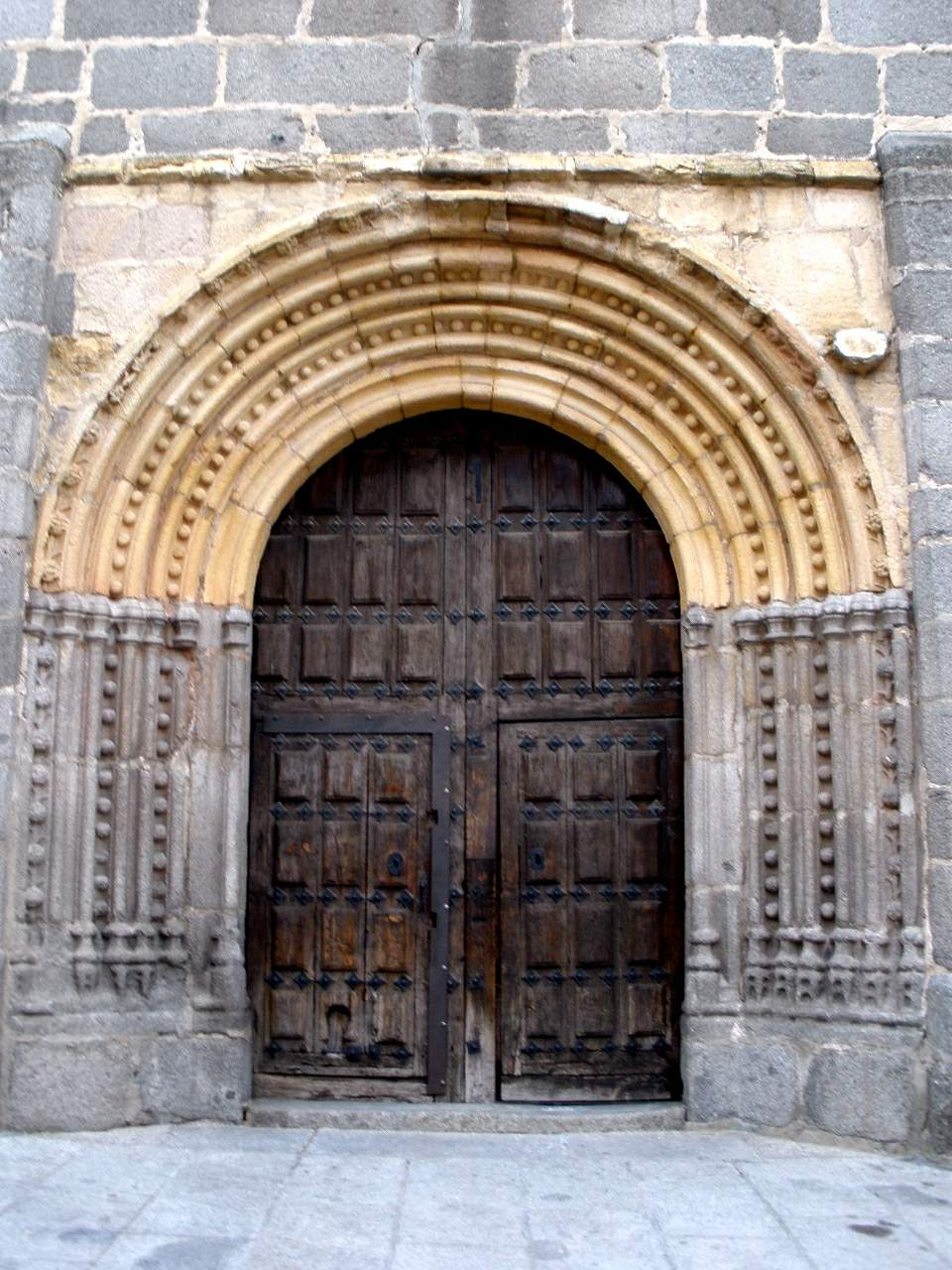
Puerta

El edificio se encuentra en la plaza del Mercado Chico de Ávila, donde tiene una de sus puertas, aunque la principal es la que da a la calle de San Juan.
En esta iglesia fue bautizada Teresa de Cepeda y Ahumada, que con el paso de los años fue conocida como santa Teresa de Jesús.
Fue declarada monumento histórico-artístico, de carácter nacional, el 13 de abril de 1983, mediante un decreto publicado el 11 de junio de 1983 en el Boletín Oficial del Estado, con las rúbricas de rey Juan Carlos I y del entonces ministro de Cultura Javier Solana.
El entorno del edificio fue declarado Bien de Interés Cultural en 1991.